# Conrad Artmüller
Conrad Artmüller (* 21. Juli 1944 in Wien) ist ein österreichischer Dirigent.

## Leben und Wirken
Conrad Artmüller studierte an der Wiener Musikhochschule bei Hans Swarowsky. Er war ab 1966 für 25 Jahre Mitglied und Dirigent an der Wiener Volksoper, wo er über 800 Vorstellungen und zwölf Premieren leitete. Ab 1991 dirigierte er an der Wiener Staatsoper, wo er 200 Vorstellungen geleitet hat.
1994 wurde Artmüller das Große Goldene Ehrenzeichen für Verdienste um das Land Wien verliehen. Darüber hinaus wurde ihm 2003 von Thomas Klestil, dem Österreichischen Bundespräsidenten, der Berufstitel Professor verliehen.
Conrad Artmüller ist in den letzten Jahren vor allem als Komponist bekannt geworden. Seine Vertonung des „Cantico delle creature“ des Hl. Franz von Assisi wurde 2009 uraufgeführt und bereits 2010 in der Basilika San Francesco zu Assisi zur Aufführung gebracht. Sein 2010/2011 entstandenes Oratorium „INRI“ wurde im Juni 2012 in Mödling bei Wien uraufgeführt.
Von 1986 bis 2017 war Conrad Artmüller Chefdirigent des Mödlinger Symphonischen Orchesters, dessen Künstlerischer Leiter er außerdem war.